# Humilistreptus lobifer
Humilistreptus lobifer är en mångfotingart som först beskrevs av Demange och Jean-Paul Mauriès 1975.  Humilistreptus lobifer ingår i släktet Humilistreptus och familjen Spirostreptidae. Inga underarter finns listade i Catalogue of Life.